# Михаил Плетньов
Михаи́л Васи́лиевич Плетньов (роден на 14 април 1957 г. в Архангелск) е съветски и руски пианист, композитор и диригент.
Народен артист на РСФСР (1989), лауреат на 4 държавни премии на Руската федерация (1982, 1993, 1996 и 2006).

## Биография
Роден е на 14 април 1957 г. в Архангелск в семейството на музиканти. Учи в музикалното училище на Казанската консерватория, после в Московската държавна консерватория, в класа на Евгений Тимакин.
От 1974 до 1979 г. се обучава в Московската консерватория в класа на професор Яков Флиер, после в класа на професор Л. Н. Власенко. През 1981 г. завършва аспирантура.
От 1996 г. живее в Швейцария.

## Професионална дейност
След победата на VI международен конкурс „Чайковски“, Плетньов започва интензивна концертна дейност на пианист. Излиза с концерти по целия свят с най-известните оркестри на Европа и Америка — филармоничните оркестри на Берлин, Лондон, Израел, Мюнхен, Чехия, свири под диригентството на едни от най-известните диригенти на съвременността — Клаудио Абадо, Бърнард Хайтинк, Лорин Маазел, Зубин Мета, Курт Зандерлинг, Ниеме Ярви.
Плетньов е считан за един от най-добрите интерпретатори на музиката на Чайковски.
През 1980 г. дебютира и като диригент.
Плетньов е един от основателите и художествените ръководители на Руският национален оркестър.
От 15 февруари 2006 г. е член на Президентския съвет на Руската федерация по култура и изкуство, утвърден с Указ на президента на Руската федерация № 118.